# Folio (tamaño de papel)
El tamaño de papel folio es una forma de papel cortado al tamaño de 305 × 483 mm (12 × 19 pulgadas) y su uso común era para conformar libros; es un tamaño de papel histórico que actualmente en su función de uso ha sido reemplazado por los formatos de la norma ISO 216 y por los formatos extendidos DIN 476.

## Folio (papel europeo en desuso)
Folio también fue un diseño de papel que tenía un tamaño de 215 x 315 milímetros (8,5 x 12,4 plg). Este tamaño del papel se usaba en Europa hasta que se adoptó la norma internacional de papel A4 (sistema DIN), que desde ese momento se convierte en estándar y el más utilizado en todo el mundo. El diseño *folio fue un papel un poco más grande que el actual A4 (210 mm × 297 mm), era la mitad de un pliego común y el doble de una cuartilla (un cuarto de pliego), que se dividía a la mitad en un octavo o una octavilla.
Una medida semejante al folio (misma anchura) es la forma estadounidense letter (carta, 8 1/2 × 11 pulgadas), que sigue siendo usual en: Estados Unidos, México, República Dominicana, Chile, Costa Rica, Canadá, Filipinas y en otros países; si bien, se determina que la mayoría de los países tienen adoptado como estándar la norma A4.
En Europa, de manera especial en España, al tamaño de papel A4 también se le referencia con el alias de ‘folio’, por similitud y remembranza a la forma *folio.
Foolscap folio (también conocido con el alias de ‘folio’) es un tamaño común para carpetas de anillas y archivos de palanca, destinados a guardar papel de tamaño A4, ya que es más grande y ofrece mayor protección en el borde de las páginas.

## Diferencias del folio con otros tamaños de papel asimilados
De forma referencial y textual, a los tamaños de papel oficio y Foolscap folio se les tipifica en el contexto irregular con el alias de ‘folio’; pero son de tamaños distintos a folio y esto se determina en el siguiente cuadro comparativo:
| Nombre                    | Medida (pulgadas) | Medida (mm)   | Ancho-Alto | Característias                      |
| ------------------------- | ----------------- | ------------- | ---------- | ----------------------------------- |
| Folio                     | 12 × 19           | 304.8 x 482.6 | 1:1.5836   | Libros                              |
| Government legal / oficio | 8½ × 13           | 216 × 330     | 1:1.5278   | Estadounidense, latinoamericano     |
| Foolscap folio            | 8½ × 13½          | 216 × 341 ª   | 1:1.5787   | Imperial (mitad foolscap), imprenta |
| Foolscap folio            | 8 × 13            | 203 × 330     | 1:1.6256   | Tradicional británico, escritura    |
| F4                        | 8¼ × 13           | 210 × 330     | 1:1.5714   | Transición, ‘foolscap (métrico)’    |
| *Folio                    | 8½ × 122⁄5        | 215 × 315     | 1:1.4651   | En desuso                           |

ª Aproximación de medida, acorde al tamaño de papel utilizado actualmente en América.